# Mario Andrade Correia
Mario Andrade Correia (ur. 14 listopada 1925 w Parnaíba, Piauí, zm. ?) – brazylijski prawnik i urzędnik konsularny.
Urodził się jako syn Constantino Correia i Consuelo Andrade Correia. Absolwent Krajowego Wydziału Prawa Uniwersytetu Brazylii (FND-UB) w Rio de Janeiro oraz Kursu Doskonalenia Dyplomatów (Curso de Aperfeiçoamento de Diplomatas) na uczelni przygotowywania kadr dyplomatycznych w Instytucie Rio-Branco, również w Rio de Janeiro. Pełnił cały szereg funkcji w brazylijskiej służbie konsularnej, m.in. III sekretarza/charge d'affaires w San Salvador (1957–1961), III/II sekretarza/charge d'affaires w Tegucigalpie (1958–1965), zastępcy szefa Wydziału Współpracy Gospodarczej (1965–1967), oraz zastępcy szefa Wydziału Prawnego resortu (1967–1968), wicekonsula/kierownika konsulatu w Hamburgu (1968–1972), I sekretarza/charge d'affaires w Akrze (1970), wicekonsula/kier. konsulatu w Chicago (1972–1973), radcy w Oslo (1974–1977), wicekonsula generalnego/kier. konsulatu w Nowym Orleanie (1977–1980), radcy/charge d'affaires w Georgetown (1980–1983), konsulem w Gdyni (1983).